# Ongles
 Ongles  (en occitano Onglas) es una población y comuna francesa, situada en la región de Provenza-Alpes-Costa Azul, departamento de Alpes de Alta Provenza, en el distrito de Forcalquier y cantón de Saint-Étienne-les-Orgues.

## Demografía
| 237 | 240 | 187 | 197 | 239 | 278 |
| Para los censos de 1962 a 1999 la población legal corresponde a la población sin duplicidades (Fuente: INSEE [Consultar]) |     |     |     |     |     |